# Drago Horvat
Drago Horvat, slovenski hokejist, * 9. julij 1958, Jesenice.
Horvat je bil dolgoletni član kluba HK Acroni Jesenice. Za jugoslovansko reprezentanco je nastopil na olimpijskih igrah 1984 v Sarajevu in šestih svetovnih prvenstvih. 
Leta 2012 je bil sprejet v Slovenski hokejski hram slavnih za leto 2008.